# Literatura armènia
La literatura armènia és la literatura feta en armeni.

## Orígens
La literatura armènia aparegué en el segle v, després de la partició dels imperis romà d'Occident i d'Orient i la conversió al cristianisme. Fins a l'arribada de Mesrop Machtotz, antic militar instruït en poesia i llengües, els escrits es feien en grec o siríac, però des d'aleshores, per fer avençar la fe, com a afirmació ètnica i per oposar-se a Pèrsia, aquest creà un nou alfabet que recollia tots els sons armenis, ajudat pel catolicós Isaac i pel rei Vram-Shapuh d'Armènia. Alhora regulà i fixà la llengua (regularitat gramatical, rigor sintàctica i entonació elegant).
A Gregori l'Il·luminat se li atribuïren les homilies Hachakkapetum (Tapissos), però en realitat les va compondre Mesrop. Ell i els seus deixebles feren sermons, traduïren la Bíblia i els himnes, i predicaren. El rei Vram-Shapuh d'Armènia (392-414) encoratjà una escola de traductors perquè anaren a Edessa i Constantinoble a traduir texts del siríac i del grec a l'armeni. Es formaren a Constantinoble, Alexandria i Edessa, i feren una producció brillant en patrística, vides de sants, actes conciliars i traduccions. Zenó de Glab compongué algunes cròniques en grec i en siríac, més tard traduïdes a l'armeni. Eznik Koghbatsi (mort el 450) escrigué tractats de teologia i himnes religioses com Refutació de les Sectes, en què defensa l'ortodòxia contra el paganisme armeni, el mazdeisme, la filosofia grega i el marcionisme. Mambre Verzanogh compondria homilies.
El període del segle v fou conegut pels contemporanis com a Oskedar (Segle d'Or). Entre els primers autors destacats trobem Koriun (s. V), autor de Vark' Mashtoci (Vida de Mashtotz, 443), i Moses Khorenatsi, el pare de la història armènia, autor d'una Patmut'iwn Hayoc (Relació genealògica de la Gran Armènia, 428), primera obra original i fonamental en armeni en què descriu els esdeveniments del seu temps basat en tradicions orals i faules populars, des de l'època d'Haik, pare de la nació en temps bíblics. També els historiadors exaltaren el sentiment nacional i consolidaren l'instint de defensa i conservació del poble armeni. Agathangelos (s. V) explica i descriu la vida de Gregori l'Il·luminat (278-332), secretari de Tiridates II d'Armènia, i l'extensió del cristianisme en Pamut'yun Hayoc (Història d'Armènia). Ghazaros Pharpetsi (s. V) fa cròniques molt escrupoloses, tot i que amb un estil no gaire brillant, amb un indiscutible valor documental, sobretot del període posterior a la invasió persa, com Patmut'yun Hayoc (Història d'Armènia, 388-445), continuadora de la de Phaustos Buzandatsi (s. IV), coneguda com a Buzandaran patinut'yunk (Llegendes de l'Imperi Romà d'Orient) i Yegishe (420-470), autor d'una Vasn Vardanay ev Hayoc Paterazmin (Història de les guerres de Vartan contra els perses), epopeia lírica al servei dels Mamiconis, rica en efusions i utilitzada com a document històric. Un altre menys important fou el bisbe Petros Suniuqatsi (fl. 547-556).
Durant els segles següents, per raons pastorals, la literatura armènia fou fonamentalment religiosa, però barrejada amb estils èpic i popular, amb una forta influència del grec. Però després del concili de Calcedònia, com les altres esglésies monofisistes, restà aïllada d'Occident. Del segle v al VII l'escola Hel·lenística va traduir molts llibres grecs, traduccions atribuïdes a un tal David l'Invencible. En el segle vii destacarien Thoros Kerternovor, Thomas Artsouni i Otznetzi; el bisbe Sebeos (s. VII) amb una Historia d'Heracli sobre la guerra contra Còsroes de Pèrsia; Anania Shirakatzi destacà en aritmètica i astronomia; Ghevond Vardapet ("el Mestre", segle viii); el catolicós Joan IV Odaunitsi (717-728) escriví tractats de teologia; el catolicós Joan VI Draskhanakertzi (897-925) descriu les relacions amb els àrabs; el bisbe Ukhtanes (s. X-XI); Stefanos Asoghik (s. XI) amb una crònica universal; Moses Kalankatvaci (s. X) amb la crònica Alvankh (Història dels albanesos); el catolicós Gregori IV Pahlavuni, amb una Elegia a la captura de Jerusalem; i la Crònica del 1179 composta per Samuel d'Aní.

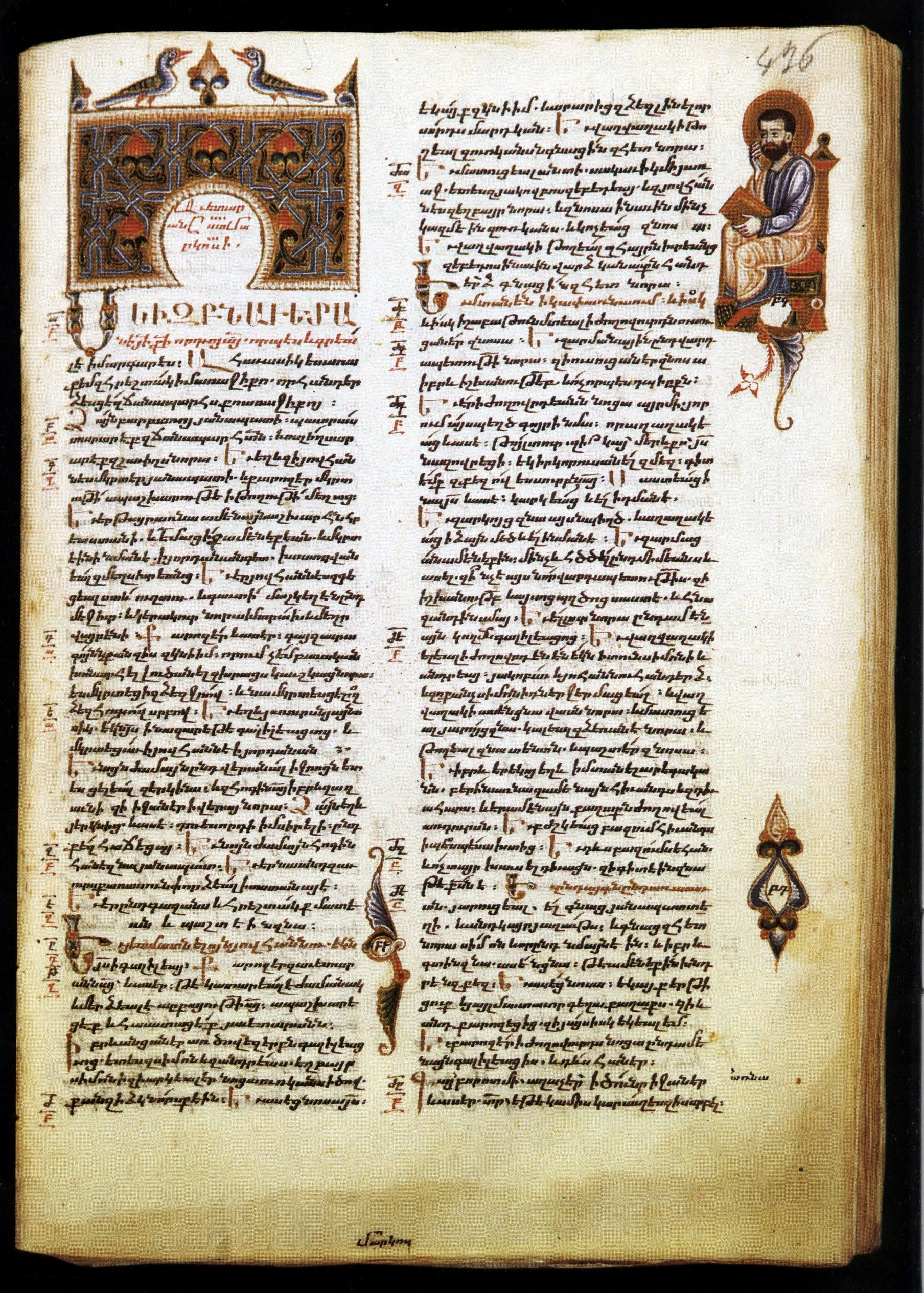
Primera pàgina de l'Evangeli de Sant Marc, per Sargis Pitsak, miniaturista armeni medieval

Després d'un període de guerres i poca producció, en el segle x apareixerà el monjo místic amb sentiments de pecat i tortura Gregori Narekatsi (951-1003), autor de Matean ogbergut'ian (Llibre de lamentacions), prosa rimada, himnes i homilies. També hi ha els himnes del patriarca Komitas Vardapet ("Mestre", segle viii), el poema èpic Sasuntsi Dawit (David de Sasun, s. X), i la poesia del patriarca Nerseh Shnorhali (el Graciós, 1102-1172), elegant i simple, com Ogb Edesioy (Lament d'Edessa, 1146) i Vipasanutiun (Llibre d'èpica). Entre els cronistes, cal destacar Stefanos Daronatsi (938-1017) amb una Pamut'yun Hayoc (Història d'Armènia, 1004), Arisdakes Lasdiverdi, autor d'una història d'Armènia del 1064, Krikor Magistros (990-1058), Mateu d'Edessa, i el catolicós Nerseh IV Klayetsi (1166-1173) amb la crònica rimada: Yesus orti (Jesús fill).

## Literatura medieval
Després d'un període de silenci i decadència a causa de les invasions, a Cilícia s'engegà una nova època. Els ashug (trobadors) reprengueren la tradició de la poesia anterior i utilitzaren l'al·legoria, la sàtira i el plany per cantar l'amor, la mort, el patriotisme, l'absència, els cants d'exiliats, etc. En destacarien Hovhannes Telgurani i Gostandin Yerznkatzi, provinents de la Gran Armènia, i els cronistes Krikor Gandzakedzi (segle xiii) amb una història concisa, Vardan Vardapet, Mkhitar d'Aní compongué una història universal, Vahram Khebuni una crònica rimada per a Levon III i una Pamut'yun Pokr hayoc (Crònica de la Petita Armènia, 952-1274); Vardan Aygektsi (mort el 1250) unes Arakk' Vardanaj (Faules de Vardan), no publicades fins al 1668; Stepanoz Orbelian (mort el 1304) compongué una Història de Siunug; Krikor Tathevatzi (1346-1411) el tractat Preguntes i respostes; i Arakhel Siunikhatsi (1250-1320) compongué Adamgirkh (Llibre d'Adam) amb 12.000 estrofes, i Sahmanaç Girkh (Llibre de definicions). Altres de menys importants foren Gostandin Erznkatsi (m. 1350), el bisbe Mrkrtich Amidatsi (fl. 1430), Khatchatur Kecharetsi (m. 1330), Arakhel Bagheschatsi (segle xiv), Mrkitch Naghasch i Krikor Aghtamaratsi.
Cap al segle xiii Frik (1230-1310) denuncià les injustícies del tracte dels invasors, cosa que farien més tard Ovanes Tlkurantzi, Arakel Bakhishetzi, Gregori Akhtamartzi, Nakhash Ovnatan, Nahabed Koutchak (s. XVI), el patriarca de Sis, i Iovhan Thulguranatsi (1489-1525).
En la cultura dels darrers anys del Regne de Cilícia destacaren el metge Mekhitar Geratsi i durant el segle xv Stepanoz Sironensis i el polemista Krikor Dzerents (1350-1425), deixeble de Sergo Abragunetri, en el monestir de Zebnar, i autor de les obres religioses Okevor erech (Himnes sagrats) i Nor Vgaiapanutyun (Vida dels màrtirs moderns).

## Decadència
Entre el segle xiii i el XIX es produí la decadència. La llengua clàssica perdé terreny davant la vulgaritat i es produí la dialectalització. A partir del segle xvi s'iniciaria el període dels ashug, poetes en llengua vulgar i rodamons, convidats a cerimònies del poble. Tenien com a patró Surp Karapet (sant Joan), el sant Muratatur (que escolta tots els vots) i l'adoraven al santuari de Taron (avui Mus) i tocaven un saz (violí).
El 1512 es va imprimir el primer llibre en armeni, el Parzatumar (Calendari explicatori), i el 1565 també el Salmosaran (Salms), tot dos a Venècia, obra de monjos fugits de Cilícia. Es van fundar impremtes armènies a Venècia (1512), Istanbul (1567), Milà (1627), París (1633), Amsterdam (1658), Londres (1736), Marsella (1672), Leipzig (1680) i Sant Petersburg (1781).
Durant el segle xviii el país restà mutilat i desorientat, cosa que provocaria la dispersió dels intel·lectuals armenis arreu del món. El monjo Petros Manuk Mekhitar (1675-1749), convertit al catolicisme, fundaria un orde de monjos, la Congregació Reformada de Monjos Armenis de Sant Antoni Abat, després Orde Mequitariste, que el 1717 es van instal·lar a Sant Llàtzer (Venècia), on muntaren una impremta i esdevingueren la flama del manteniment de la cultura armènia; ell mateix va compondre un diccionari i gramàtica de l'armeni el 1727, a més de nombroses traduccions a l'armeni i edicions de textos antics. Només els mequitaristes van compondre obres en grabar, traduïdes a la parla vulgar, de caràcter erudit, didàctic i pedagògic, com Història de les guerres del 1721 al 1736 d'Avraam Erevantsi, Historiographia (1738) d'Avraam Kvetatsi (mort el 1737) i Stepanoz Leobolsetsi (1619-1699), traductor de Flavi Josep i autor tant d'una gramàtica com d'un diccionari armeni-llatí. A Venècia es va fer l'Astvacahunc, edició de la Bíblia, el 1736 s'edità l'Hayrakan Hanregitaran (Enciclopèdia Armènia) i els Taregrutiun (Annals, 1799-1802), i s'editarien els primers almanacs, Bazmavep (1776) a Venècia, i Handes Amsoreay (1810) i Elanak Biwzandean (1830) a Viena. Els primers diaris en armeni fou Adzarar (Herald), editat el 1794 simultàniament a Tbilisi (Geòrgia) i a Madras (Índia).
De menor importància hi ha el gran bard del segle xviii, Haruthium de Tiflis, conegut com a Sayat Nova (1719-1795), nacionalista que fou assassinat pels perses, endemés de Nagash Hovnathan (mort el 1722), Jeremies Gevmurjan (1600-?) i Lunkianos Karinatsi (finals s. XVIII).

## Veraztzenoutiun(renaixement literari i cultural armeni),seglexix
Al Caucas rus s'inicià el Veraztzenoutiun (renaixement literari i cultural armeni), amb la fundació el 1815 del setmanari Arevelian Tsanutsment (Notícies de l'Est). Un deixeble de Mekhitar establert a Rússia, el p. Arsene Bagatuni (1790-1866), gramàtic i traductor, va compondre Haik diwkanz (L'heroi Haik), obra que permetrà un nou renaixement, malgrat la divisió del país entre Rússia i Turquia.
La literatura feta a la part turca serà molt influïda per la literatura occidental, sobretot francesa, i feta en askharabar, fomentat per gramàtics com Meiguerticht Emin, autor de la Gramàtica de l'armeni oriental (1840) a Moscou, i Rovsissian, amb El bon parlar (1853) a Constantinoble, i pels nadveli (versaires pretensiosos), influïts per París i Venècia, com Mkrtich Bechiktachlian (1828-1868) i Thovmas Terzian (1840-1909), però el millor d'ells fou el jove Bedros Turian (1852-1872), nat en la misèria i mort als vint anys, autor del recull Tagk' ev Tatrzrgut'unk (Cançons i drames, 1872). Tots ells exaltaran el record de l'Armènia històrica. Hi destacarien els diaris Hairenik (La pàtria) i el mensual Massis, en què escriurien Arpiarian, Pachalian, Gamsagan, Artxag Tchobanian (1872-1964), que marxà a França on fundaria la revista Anahit, que dirigiria fins a la seva mort el 1954, i Krikor Zohrab (1861-1915), brillant novel·lista influït pels francesos, mort a l'exili. Però el grup literari de Turquia s'esfondraria per les massacres del 1894-1896 (vegeu genocidi armeni).
La literatura que es feia al sector rus adoptà el dialecte d'Erevan. Entre els autors més destacats, Khatxatur Abovian (1805-1848) convida al poble a conquerir la llibertat, compongué el primer escrit en ashkharhabar (armeni col·loquial), Verk' Hayastani (Les ferides d'Armènia, 1858). Mikhael Nabaldian (1829-1866), professor d'armeni a la Universitat de Moscou, exiliat per revolucionari, escrigué en rus Rech ob Arm'anskoj slovenosti (Discurs sobre la filosofia armènia, 1854). Akop Akopian Raffi (1835-1888), inspirat en la història nacional i la glòria del passat, escrigué les novel·les Zajrumar (1870), Dialelleddine (1878), Dawit beg (1880), Kaycer (Guspira, 1883) i Flunj (Flaire, 1874). Avetís Aharonian (1866-1947) publicà Azatouthian dujanapahin (Camins de llibertat, 1926). Gabriel Sundukian (1825-1912) es dedicà al teatre, amb obres com Pepo (1871), Xatabala (Confusió, 1866), Eli mek zoh (Una altra víctima, 1870) i K'andac ojar (La llar enderrocada, 1872): considerava l'escena com a trampolí per educar al poble, i critica la societat fonamentada en la il·legalitat. Hovhannes Hovhanessian (1864-1929), Hovhannes Tumanian (1869-1923), membre del cercle Vernatun (Les golfes). Però un dels més destacats en fou Hovseph Shishmanian Tserents (1822-1888), exiliat a Xipre i Tbilisi, autor de les novel·les T'oros levoni (Thoros, fill de Levon, 1877).

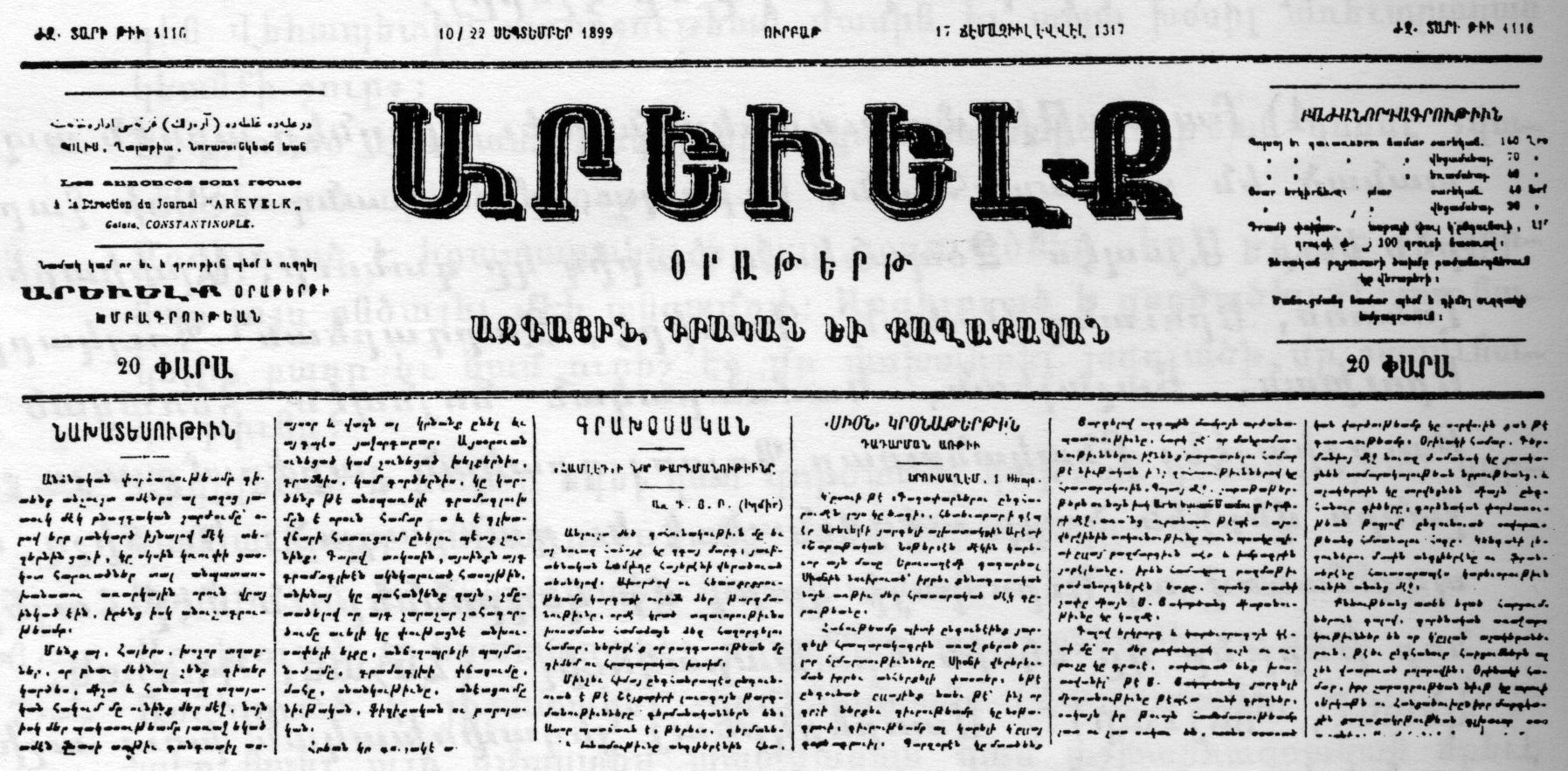
Arevelk, diari en armeni

Altres autors en foren Ghazaros Agaian (1840-1911) i Ghevond Alixan (1820-1901), col·laborador del diari Bazmavep de Venècia, amb Yushekk' Hayreneac hayoc (Reminiscèndies de la pàtria armènia, 1869-1879). A finals del segle també en destacaren Krikor Muratsan (Krikor Ter Hovhanissian, 1854-1908), fundador dels diaris Nor-Dar, Phordz, Luma i Meghu Hayastani; Mikhail Ovhanissian Nar Dos (1867-1933), amb una de les novel·les més famoses de l'època, Anna Saroyan (1888); Vartanes Papazian (1866-1920), armeni de Van, fundador dels diaris Ardzagank i Mshak, autor de Partkerner t'urk'ahayeri kyank'ic (Escenes de la vida dels armenis de Turquia, 1891); Pertch Proshian (1839-1907); Hakob Paronian (1830-1890); Raphayel Patkanian (1830-1890), del grup literari Kamor-Katira; Hambartzum Arakelian Shahriar (1855-?), Levon Shant (1869-?), Rupen Zartarian (1874-1915), Diran Chekarian Indra (1875-1923), Missak Mezarenz (1886-1908) i Matheos Zarifian (1894-1924).

## Segle XX
A Turquia, abans de les massacres, destacaren Daniel Varujan (1884-1915), Siamanto (1878-1915), Misak Medzarents (1886-1908), Vahan Tekeyan (1878-1945) i Hakop Ochagan (1883-1943). Des del 1915 el grup es desenvolupà en la diàspora. Tot i així, en els anys 20 es publicaren a Istanbul les revistes armènies Hay Kin (Dona armènia) i Azdarar (Monitor), així com Erkin (La terra) a Bucarest.
A la Unió Soviètica destacaren els poetes obrers i comunistes Hakob Hakobian (1865-1937); Vahan Terian (1885-1920), Azat Vchtouni; Vagram Alazan (1903-1966), fundador de l'Associació d'Escriptors Proletaris, Aksel Bakunc (1899-1937), Gevork Abovian i Yegishe Carenc (Yegishe Soghomorian, 1897-1937), autor d'Erek erg Txradaluk agjkan (Tres cançons per a una noia pàl·lida, 1914). Tots ells signaren la Declaració dels Tres, apel·lant a una nova era literària, l'era proletària. Avetik Issahakian (1875-1957), autor d'Abu'l-ala'al Maari (1911) i Lilith (1927), i Alexander Movsisian Txirvanzade (1858-1935). Tots els proletaris eren influïts per Maiakovskij. Darenik Dermitjian (1877-1956) escriví drames històrics; Zabel Essayan (1878-1943) d'Istanbul fugí a l'URSS el 1934 i fou víctima de les purgues. Vahan Totovents (1894-1938), originari de Turquia, fugí a l'URSS i d'ací als EUA. Altres autors en foren Movses Arazi (1877-1964); Vartkes Petrossian (1932), primer secretari de la Unió d'Escriptors Armenis i Stepan Zorian (1890-1967).
A l'exili destacaren també Vahe Vahyan (Sargis Aptalian, 1907), al Líban, on escriví Arev-Anjrev (Sol-pluja, 1933), Oski kamurj (Pont daurat, 1946); també viu a Beirut Garnik Addarian (1925) amb poemaris com Patneshin vra (A la barrera, 1954), Aprim-mernim (Crisantem) i Matezn cawi ev narucman (Llibre de dolor i recompensa, 1965); Zareh Yaldizchian Zahrat (1924), nascut a Turquia, autor dels poemes Mec k'agak(La ciutat, 1960), Guanvor Sahmanner: Fronteres acolorides, 1968 i Barierkink (Bon cel, 1968); el també "turc" Zareh Khrakhruni (1926) amb les poesies K'ar kat'ilner (Gotes petrificades, 1964), Es ev urishner (Jo i els altres, 1965) i Lusnapartez (Lluna de jardí, 1968); l'exiliat Vane Heik (1896-?), amb Gorgi vecharakan (El venedor de catifes) i l'històric Hayreni cxan (Sostre nadiu); Sh. Shakhnur a França i A. Andreosian, als Estats Units. Endemés, des del 1966 K. S. Khovdaverdyan dirigeix l'Hayrakan Sovetakan Hanregitaran (Enciclopèdia soviètica armènia).
Posteriorment en destacaren altres autors com la poeta Sivard Katiputian (1917), amb Im haratzer (Els meus parents, 1951); Gurguèn Maharí (1903-1969) de Van, dels grups literaris Hoktember i Nojember, que finalment s'exilià; Kachik Dashtents (1909); Nairi Zarian (1900-1969); Paruir Sevak (Paruir Ghazaryan, 1924-1971) amb els poemes Egici Luys (Que es faci la llum, 1969); Vahank Davtian (1922), exiliat; i Akhawni (1911) amb la novel·la Shirak (1954-1963). Altres en foren Chuchanik Kurghinian (1876-1927), Gevork Emin (1918) amb Ays tarik'um (En aquesta era, 1968), XX-rd dor (Segle XX, 1970) i Yot'n erg Hayestani masin (Set cançons d'Armènia, 1965); Vaghartchak Norents (1903), Hovhannes Karapetian Shiraz (1914); Maro Margarian (1916), Sero Khanzadian (1915), Razmig Davoyan (1940) amb Im ashxarh (El meu món, 1963), Stverneri mijou (A través de les ombres, 1967) i Rek'viern (1969); Grant Mathevosian (1935) i Berdj Zeiluntjan (1938).